# Josef Mayseder

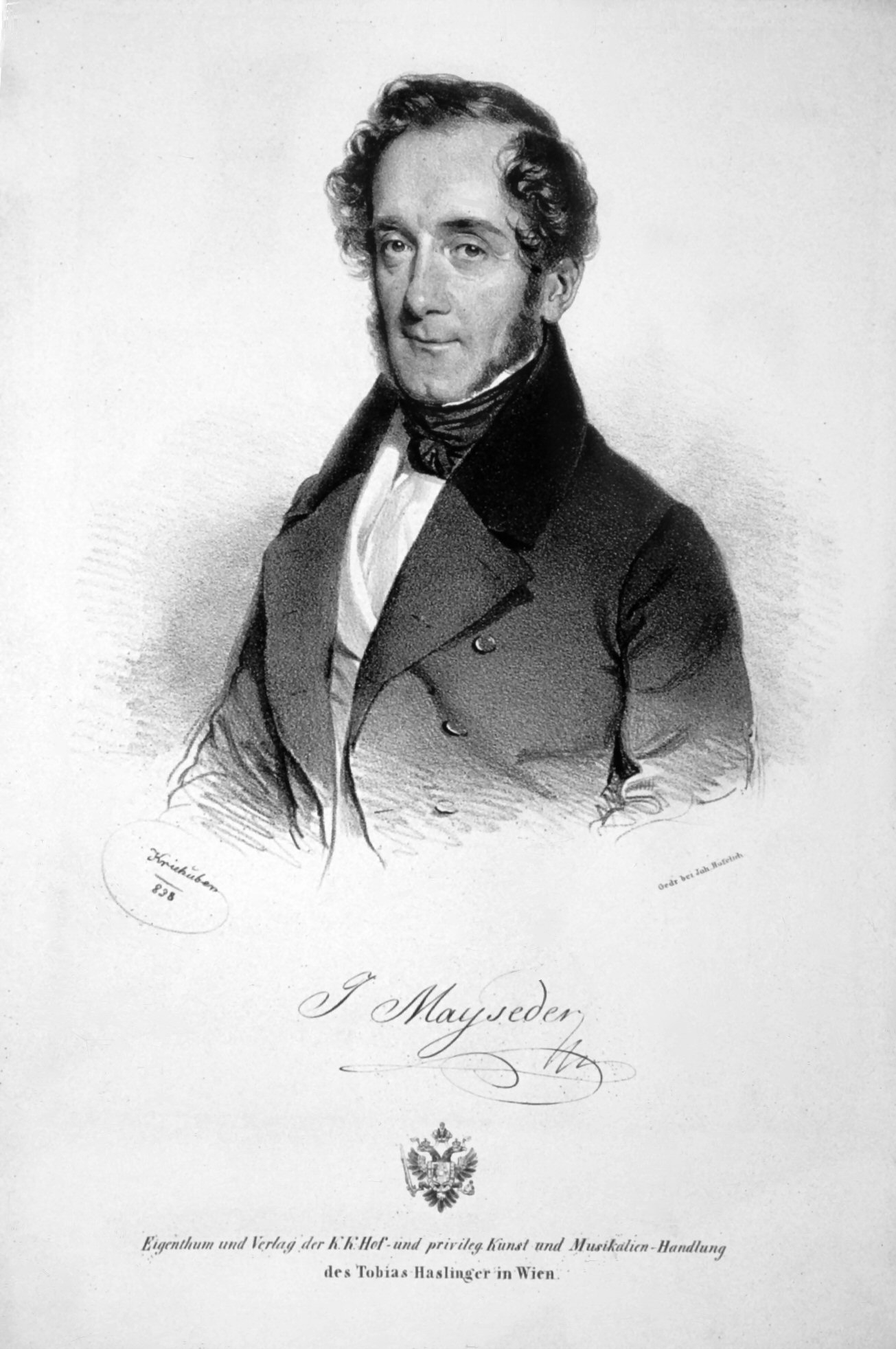
Josef Mayseder.

Josef Mayseder, född den 27 oktober 1789 i Wien, död där den 21 november 1863, var en österrikisk violinist.
Mayseder, som utbildades av Suche, Wranitzky och Schuppanzigh, blev 1820 soloviolinist vid hovoperan i Wien och 1835 kammarvirtuos. 
Han gjorde inga konsertresor och gav även i Wien sällan egna konserter, men var dock en av själve Paganini beundrad mästare på sitt instrument. 
Hans 63 violinkompositioner av olika slag intar ett aktat rum i denna litteratur.